# Камчалитамак
Камчалитама́к (рос. Камчалытамак, башк. Ҡамсылытамаҡ) — село у складі Давлекановського району Башкортостану, Росія. Входить до складу Кадиргуловської сільської ради.
Населення — 475 осіб (2010; 522 в 2002).
Національний склад:
- чуваші — 97 %